# Amol
Amol (perz. آمل) je grad u pokrajini Mazandaran na sjeveru Irana. Zemljopisno je smješten na ravni između Alborza i Kaspijskog mora, na lijevoj obali rijeke Haraz-Rud. Od pokrajinskog sjedišta Sarija udaljen je 60 km prema zapadu, od Babola 30 km, te 20 km od kaspijske obale. Klima na širem području klasificira se kao kaspijski podtip sredozemne klime koju karakterizira visoka relativna vlažnost zraka i količina padalina iznad 1000 mm godišnje. Povijest Amola seže u stari vijek kada je bio poznat pod staroperzijskim imenom Āmṛda. Kroz srednji vijek bio je središtem Tabaristana, a nakon završetka vladavine Tahirida i važnim iranskim upravnim sjedištem. Putopisac T. Herbert posjetio je grad 1628. i zabilježio da je imao 3000 kuća i bio popularan po voću. Grad je kasnije postupno degradirao u korist Babola i Sarija, a često je bio žrtva katastrofalnih potresa. Krajem 19. stoljeća autori poput G. N. Curzona opisuju Amol gotovo „nevidljivim“ s obzirom na to da mu se zgrade kriju u bujnim šumama. U ovo doba grad je bio poznat širom Irana po proizvodnji čelika koja je iščezla do sredine 20. stoljeća i danas mu se gospodarstvo temelji primarno na proizvodnji i trgovini riže. Amol je cestom 22 povezan s obalom na sjeveru odnosno Babolom, Kaemšaherom i Sarijem na istoku, cesta 26 s obalnim Nurom na zapadu, a cesta 77 s Teheranom na jugozapadu. Prema popisu stanovništva iz 2006. godine u Amolu je živjelo 199.698 ljudi.

## Veze
- Mazandaran

## Vanjske poveznice
- (perz.) Službene stranice grada Amola  Arhivirana inačica izvorne stranice od 18. listopada 2013. (Wayback Machine)

Ostali projekti
|  | Zajednički poslužitelj ima još gradiva o temi Amol |